# Symmetrischema tangolias
Teigne sud-américaine de la pomme de terre
Espèce
Symmetrischema tangolias, la Teigne sud-américaine de la pomme de terre, est une espèce de lépidoptères (papillons) de la famille des Gelechiidae. Cet insecte est un ravageur de la pomme de terre dont les chenilles attaquent les tiges et les tubercules tant en culture qu'en période de stockage. Originaire d'Amérique du Sud, sa présence est également attestée en Amérique du Nord, en Australie et en Nouvelle-Zélande.

## Répartition
Symmetrischema tangolias est originaire des montagnes du Pérou et de la Bolivie. Cette teigne a été signalée pour la première fois au Pérou en 1931. Elle s'est depuis répandue vers le nord : Équateur, Colombie. On l'a également signalée aux États-Unis, en  Australie et en Tasmanie, ainsi qu'en Nouvelle-Zélande,.

## Classification
Le nom valide complet (avec auteur) de ce taxon est Symmetrischema tangolias (Gyen (d), 1913).
L'espèce a été initialement classée dans le genre Trichotaphe sous le protonyme Trichotaphe tangolias Gyen, 1913,.
Ce taxon porte en français le nom vernaculaire ou normalisé suivant : Teigne sud-américaine de la pomme de terre.
Symmetrischema tangolias a pour synonymes :
- Gnorimoschema tuberosella Busck, 1931
- Phthorimaea aquilina Meyrick, 1917
- Phthorimaea melanoplintha Meyrick, 1926
- Phthorimaea plaesiosema Turner, 1919
- Trichotaphe tangolias Gyen, 1913

### Publication originale
- (en) W. J. A. Klunder Van Gyen, « Descriptions of Chili Microlepidoptera », Boletín del Museo Nacional de Chile, Santiago, vol. 5,‎ 1913, p. 338-340 (ISSN 0716-2545, OCLC 5730138, lire en ligne).